# Cordillera de San Telmo
La cordillera de San Telmo o cadena San Telmo (en inglés: Allardyce Range) es una cordillera originada al sur de la bahía Cumberland y al noroeste de la bahía Newark, que finaliza cerca de la bahía San Andrés y la bahía Paz, y que domina la parte central de la isla San Pedro del archipiélago de las islas Georgias del Sur, siendo su eje orográfico.

## Características
Tiene una extensión de 50 km desde el Monte Globus en el noroeste hasta el Monte Brooker en el sureste, con picos que llegan a alcanzar los 2000-2935 m s. n. m. e incluyendo al Monte Paget, que con 2935 m s. n. m. es la cima más alta, y también el punto más alto en el territorio de las Islas Georgias del Sur y Sandwich del Sur. Entre otros picos se encuentran el monte Roots, el monte Fraser, el monte Corneliussen, el monte Cunningham, el monte Fagerli, el pico Nachtigal, el pico Pan de Azúcar, el pico Los Tres Hermanos y el pico Larssen.
Se ha dicho que la isla es como "el Himalaya del Sur", ya que se caracteriza por colinas y montañas abruptas y elevadas, cubiertas por lo general con nieve; la presencia de numerosos glaciares que descienden de la cordillera, entre los que se destacan el Neumayer y el Fortuna; y enormes ventisqueros, el cual el Nordenskjöld es el mayor.
Este cordón montañoso representa solo un conjunto de cumbres emergidas de un encadenamiento mayor: la Dorsal del Scotia, prolongación del sistema formado por la cordillera de los Andes en América del Sur, y los Antartandes de la Antártida. Se originó hace 127 millones de años con fuerte vulcanismo e importante sismicidad y se conforma principalmente de granito. El granito Cretácico se incrusta en las lavas basálticas y diques de dolerita del Jurásico. Ambos de los cuales son de color negro por lo que crean un contraste de color llamativo en exposiciones. Tanto el granito como el basalto se formaron cuando el magma formado en el límite de placas divergente del Océano Atlántico Sur se abrió.

## Historia
Aunque no se muestra en los gráficos de las Georgias del Sur por James Cook en 1775 o Fabian Gottlieb von Bellingshausen en 1819, los picos de este rango fueron, sin duda, vistos por los exploradores. La cordillera en idioma inglés fue nombrada alrededor de 1915 por Sir William Lamond Allardyce (1861-1930), gobernador de las Islas Malvinas y sus dependencias entre 1904 y 1914, mientras que en español el nombre de la cordillera hace referencia a Pedro González Telmo (San Telmo).

## Galería

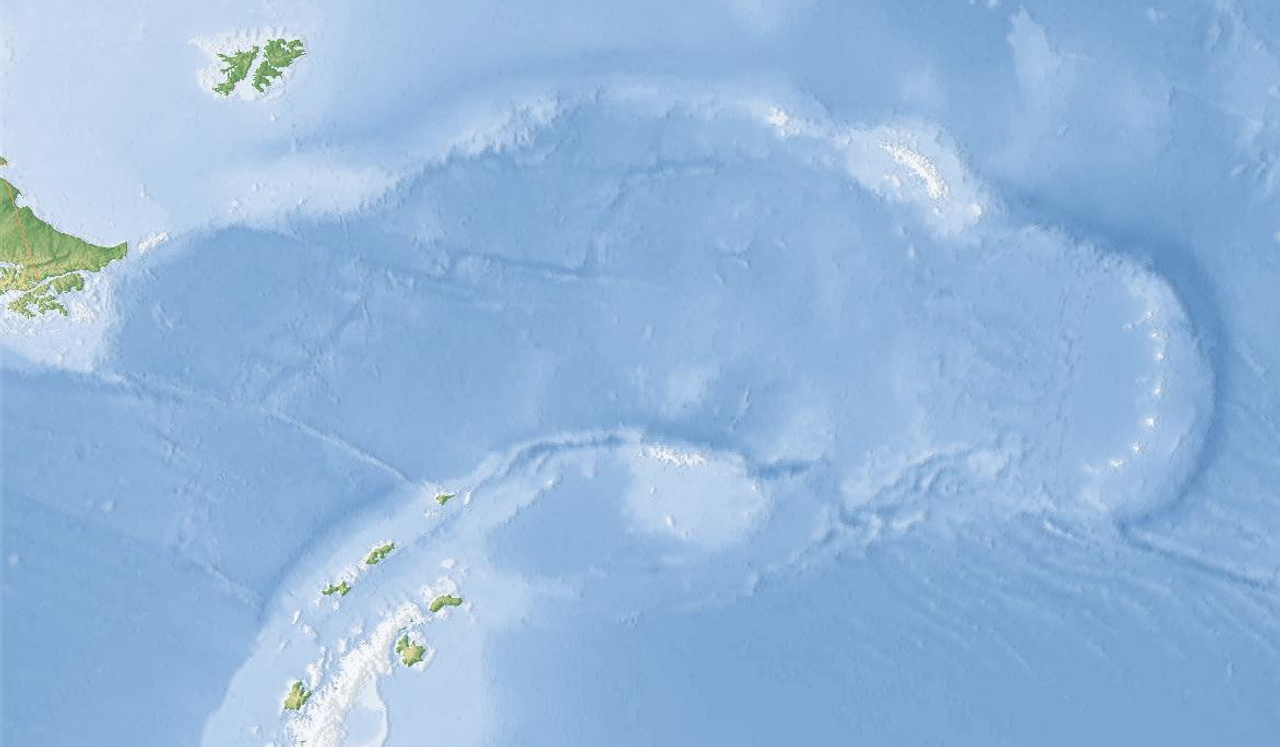
Arco de Scotia
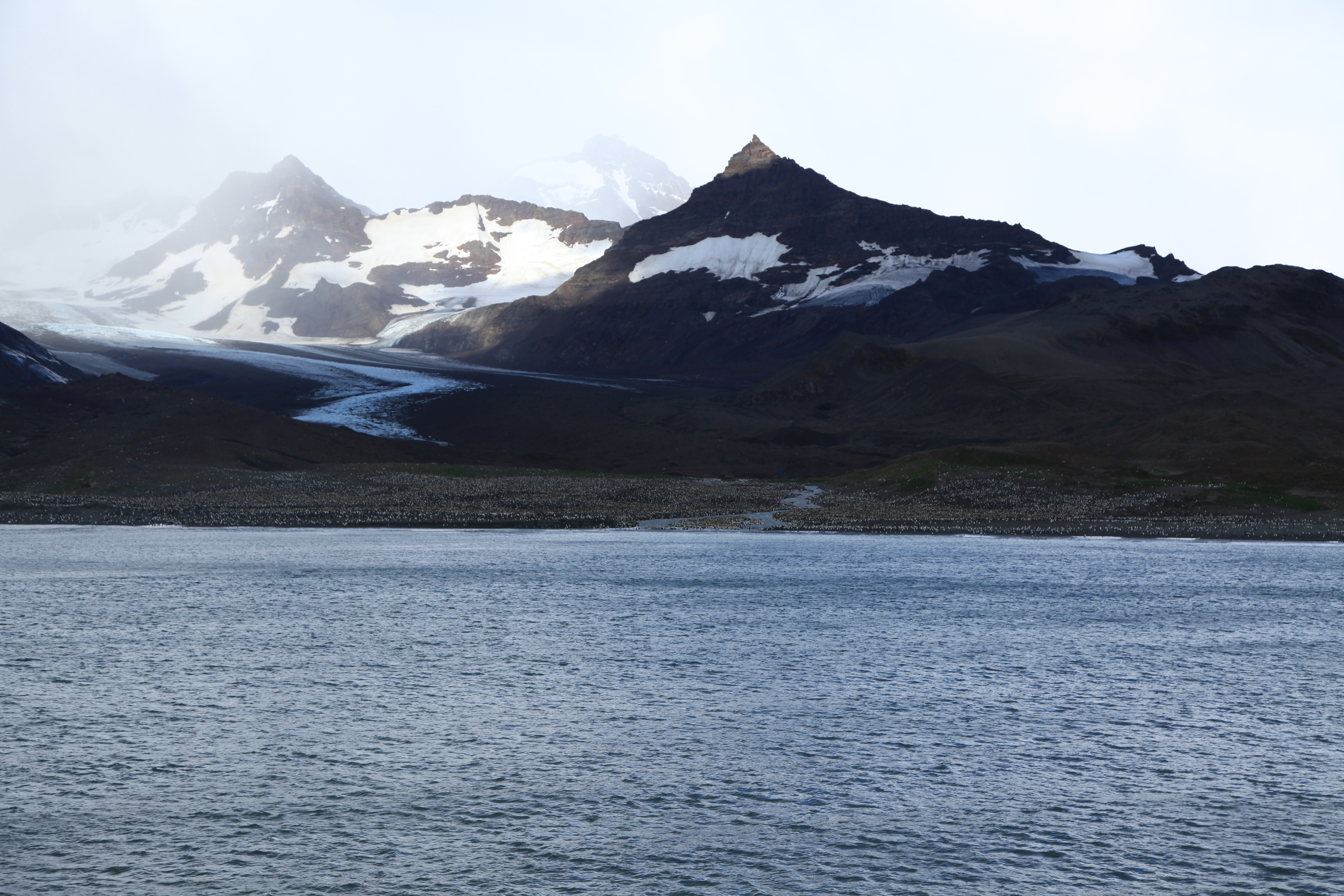
La cordillera desde la bahía San Andrés
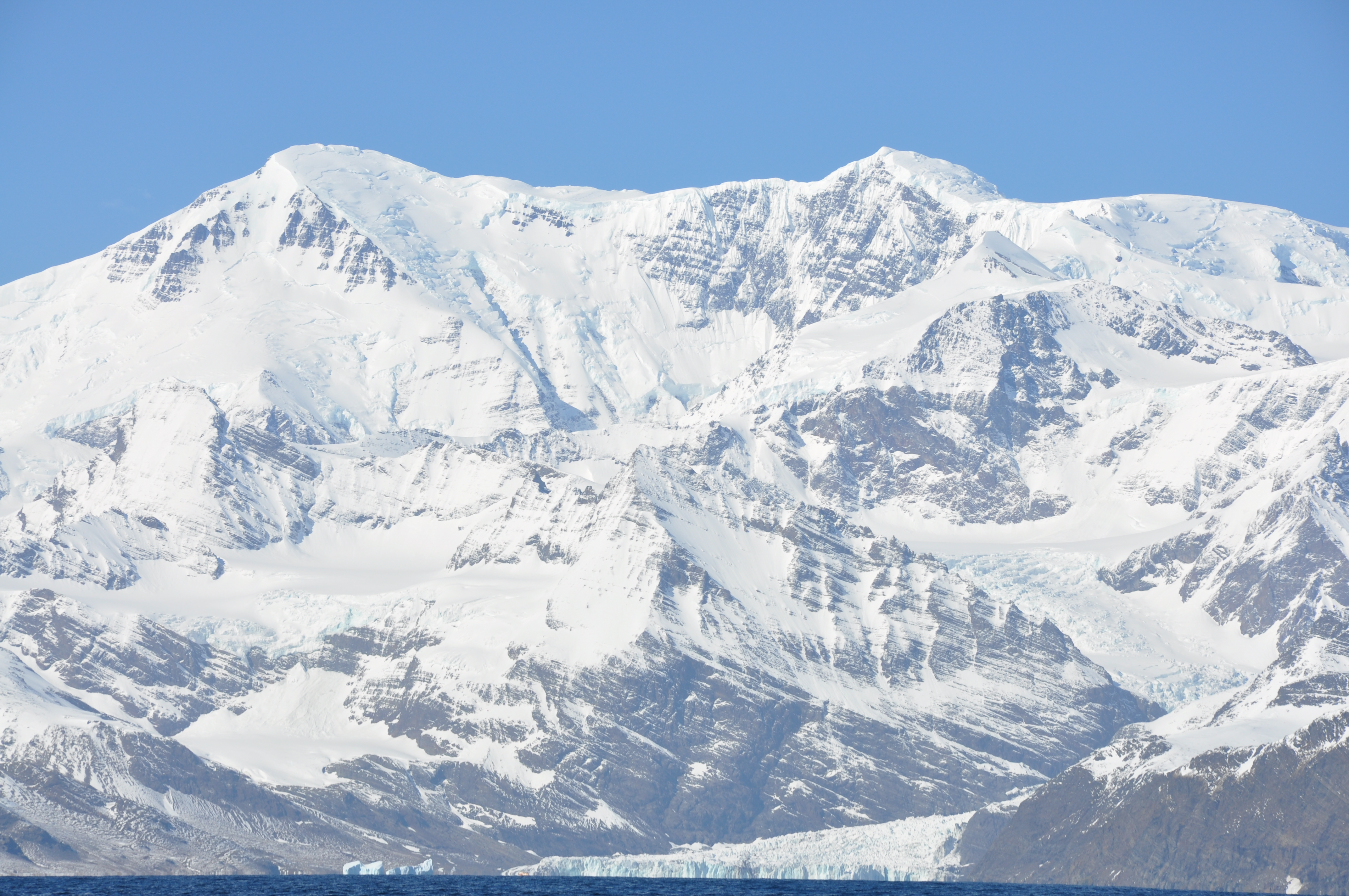
Monte Paget
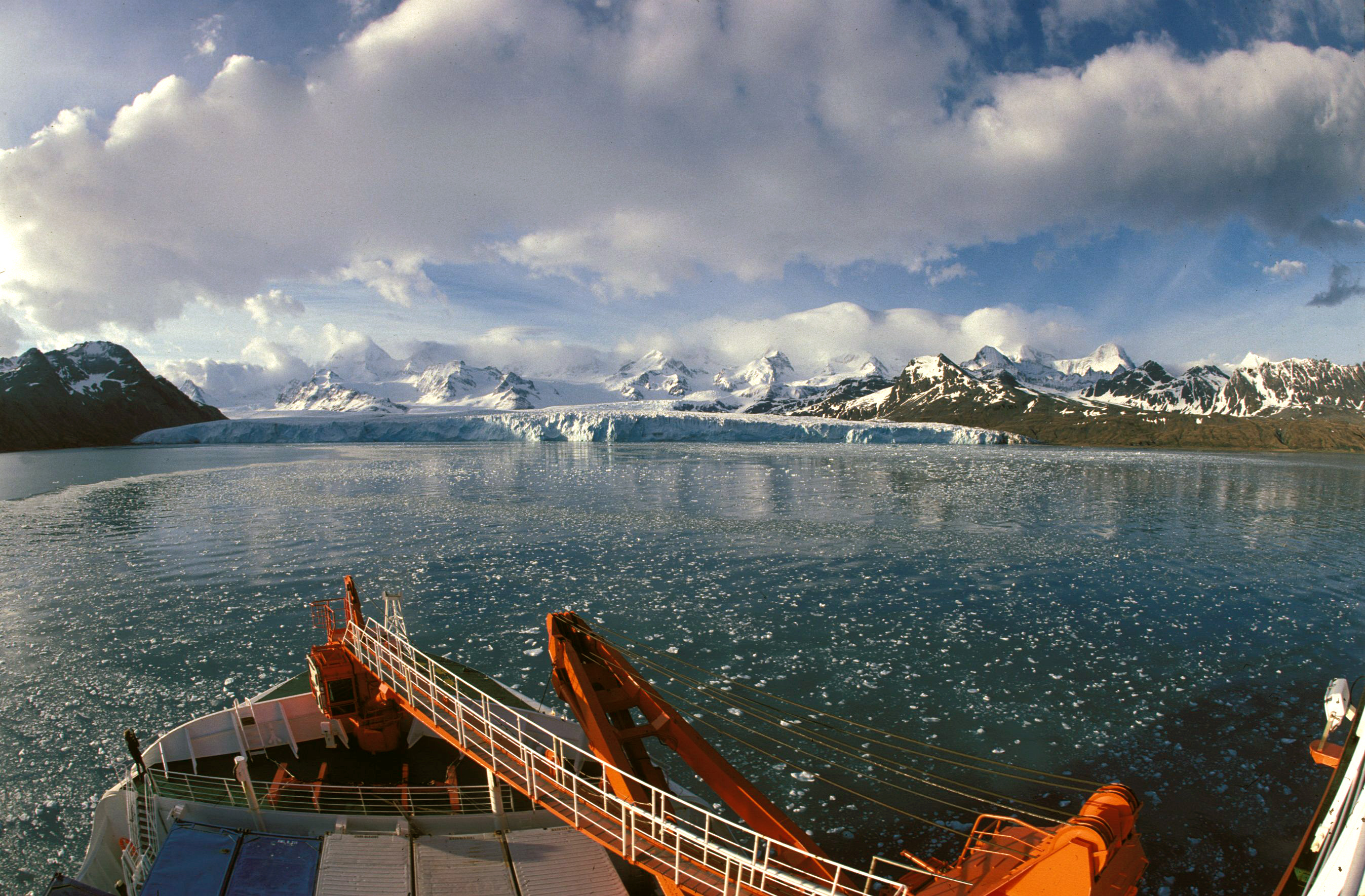
Glaciares al sur de Grytviken